# Pterocryptis indicus
Pterocryptis indicus är en fiskart som först beskrevs av Datta, Barman och Jayaram, 1987.  Pterocryptis indicus ingår i släktet Pterocryptis och familjen malfiskar. IUCN kategoriserar arten globalt som otillräckligt studerad. Inga underarter finns listade i Catalogue of Life.